# Ворсівська сільська рада
Ворсівська сільська рада — колишня адміністративно-територіальна одиниця та орган місцевого самоврядування у Малинському районі Малинської, Коростенської і Волинської округ, Київської й Житомирської областей Української РСР та України з адміністративним центром в селі Ворсівка.

## Населені пункти
Сільській раді були підпорядковані населені пункти:
- с. Ворсівка
- с. Візня
- с. Зибин
- с. Королівка
- с. Рудня-Городищенська

## Населення
Відповідно до результатів перепису населення СРСР, кількість населення ради, станом на 12 січня 1989 року, становила 787 осіб.
Станом на 5 грудня 2001 року, відповідно до перепису населення України, кількість мешканців сільської ради становила 621 особу.

## Склад ради
Рада складалася з 16 депутатів та голови.

### Керівний склад попередніх скликань
| ПІБ                        | Основні відомості                                                 | Дата обрання | Дата звільнення |
| -------------------------- | ----------------------------------------------------------------- | ------------ | --------------- |
| Підручний Петро Михайлович | Сільський голова, 1957 року народження, освіта вища, безпартійний | 26.03.2006   | 31.10.2010      |
| Підручний Петро Михайлович | Сільський голова, 1957 року народження, освіта вища, безпартійний | 31.10.2010   |                 |

Примітка: таблиця складена за даними джерела

## Історія
Створена 1923 року в складі с. Ворсівка та хуторів Букачі, Товстий Корінь Малинської волості Радомисльського повіту Київської губернії. 16 січня 1923 року до складу ради включено села Королівка, Рудня-Візня, Рудня-Городищенська ліквідованих Королівської та Руднє-Візненської сільських рад. 7 березня 1923 року увійшла до складу новоствореного Малинського району Малинської округи. Станом на вересень 1924 року, на обліку числяться хутори Багно, Букачка, Громадське Болото, Добрівка, Заріччя, Зибень, Зибинка, Кочієвець, Круглик, Мокрець, Поруб, Степанівка та Шевченків, станом на 17 грудня 1926 року — хутори Бувший Тартак, Великий Ліс, Верховище, Виницьке, Візня при Ворсівці, Грицькове, Дуброва при Візниці, Здрівля, Клітошне, Пасіка-Цегельня, Радіонів Город, Ракитне Болото, Руда, Рудка, Харашківський Ставок та Чочатів Город; х. Шевченків не перебуває на обліку населених пунктів. Станом на 1 жовтня 1941 року, хутори Багно, Бувший Тартак, Букач, Букачка, Великий Ліс, Верховище, Виницьке, Візня при Ворсівці, Грицькове, Громадське Болото, Дуброва при Візниці, Заріччя, Здрівля, Зибенка, Клітошне, Кочієвець, Круглик, Мокрець, Пасіка-Цегельня, Поруб, Радіонів Город, Ракитне Болото, Руда, Рудка, Степанівка, Харашківський Ставок та Чочатів Город не числяться на обліку населених пунктів.
Станом на 1 вересня 1946 року сільська рада входила до складу Малинського району Житомирської області, на обліку в раді перебували села Візня, Ворсівка, Королівка, Рудня-Городищенська та хутори Зибин, Товстий Корінь (згодом — Коренівка).
11 серпня 1954 року, внаслідок виконання указу Президії Верховної ради УРСР «Про укрупнення сільських рад по Житомирській області», до складу ради включено с. Федорівка ліквідованої Федорівської сільської ради. 5 березня 1959 року, відповідно до рішення Житомирського облвиконкому № 161 «Про ліквідацію та зміну адміністративно-територіального поділу окремих сільських рад області», с. Федорівка передане до складу Пинязевицької сільської ради. 20 травня 1963 року, відповідно до рішення Житомирського ОВК № 241 «Про зміни в адміністративно-територіальному поділі Малинського та Ємільчинського районів», до складу ради включені села Нянівка та Соснівка Горинської сільської ради Малинського району.
Станом на 1 січня 1972 року сільська рада входила до складу Малинського району Житомирської області, на обліку в раді перебували села Візня, Ворсівка, Зибин, Коренівка, Королівка, Нянівка, Рудня-Городищенська та Соснівка. 10 травня 1972 року, відповідно до рішення ЖОВК № 194 «Про ліквідацію, утворення окремих сільрад та зміни в адміністративному підпорядкуванні деяких населених пунктів Любарського і Малинського районів», с. Нянівка передане до складу Іванівської сільської ради, с. Соснівка — Березинської сільської ради Малинського району. 9 грудня 1985 року, відповідно до рішення виконкому Житомирської обласної ради, в зв'язку з переселенням жителів, с. Коренівка зняте з обліку населених пунктів.
Знята з обліку 17 липня 2020 року; територію та населені пункти ради, відповідно до розпорядження Кабінету Міністрів України № 711-р від 12 червня 2020 року «Про визначення адміністративних центрів та затвердження територій територіальних громад Житомирської області», включено до складу Малинської міської територіальної громади Коростенського району Житомирської області.